# عمق دهانه
عمق دهانه میزان فرو رفتگی دهانه‌های برخوردی به سمت داخل سطح زمین و دیگر کرات است که بر اثر برخورد ناگهانی شهاب سنگ‌ها با سطح جامد کره زمین یا کره ماه یا دیگر سیارات به وجود می‌آید.

## طریقه اندازه‌گیری

اندازه‌گیری عمق دهانه

نمودار کناری شیوه اندازه‌گیری را نمایش می‌دهد: عمق A میزان عمق دهانه از سطح زمین به سمت پایین دهانه را اندازه می‌گیرد و عمق B میزان عمق دهانه از میانگین دو ارتفاع به سمت انتهای دهانه را اندازه می‌گیرد.